# Fumiko Shiraga
Fumiko Shiraga, née à Tokyo le 5 juillet 1967 à Tokyo et morte le 13 janvier 2017 à Hanovre, est une pianiste classique japonaise.
Elle a commencé à jouer du piano dès trois ans. À l'âge de six ans, elle est partie vivre avec sa famille en Allemagne. Là-bas, elle a étudié avec Friedrich Wilhelm Schnurr et Vladimir Krainev, puis sorti diplômée de l'école de Hanovre en 1995. Elle a remporté le prix du Concours International Schubert en 1989. Son répertoire comprend surtout, comme soliste ou avec orchestre, Bach, Rachmaninov, Beethoven, Mozart, Chopin et les rares pièces pour piano de Bruckner.